# Гайдукевич, Станислав Сильвестрович
Станисла́в Сильве́стрович Гайдуке́вич (бел. Станіслаў Сільвестравіч Гайдукевіч; 1 [13] мая 1876, Минск — 25 мая 1937, Минск) — белорусский архитектор.

## Биография

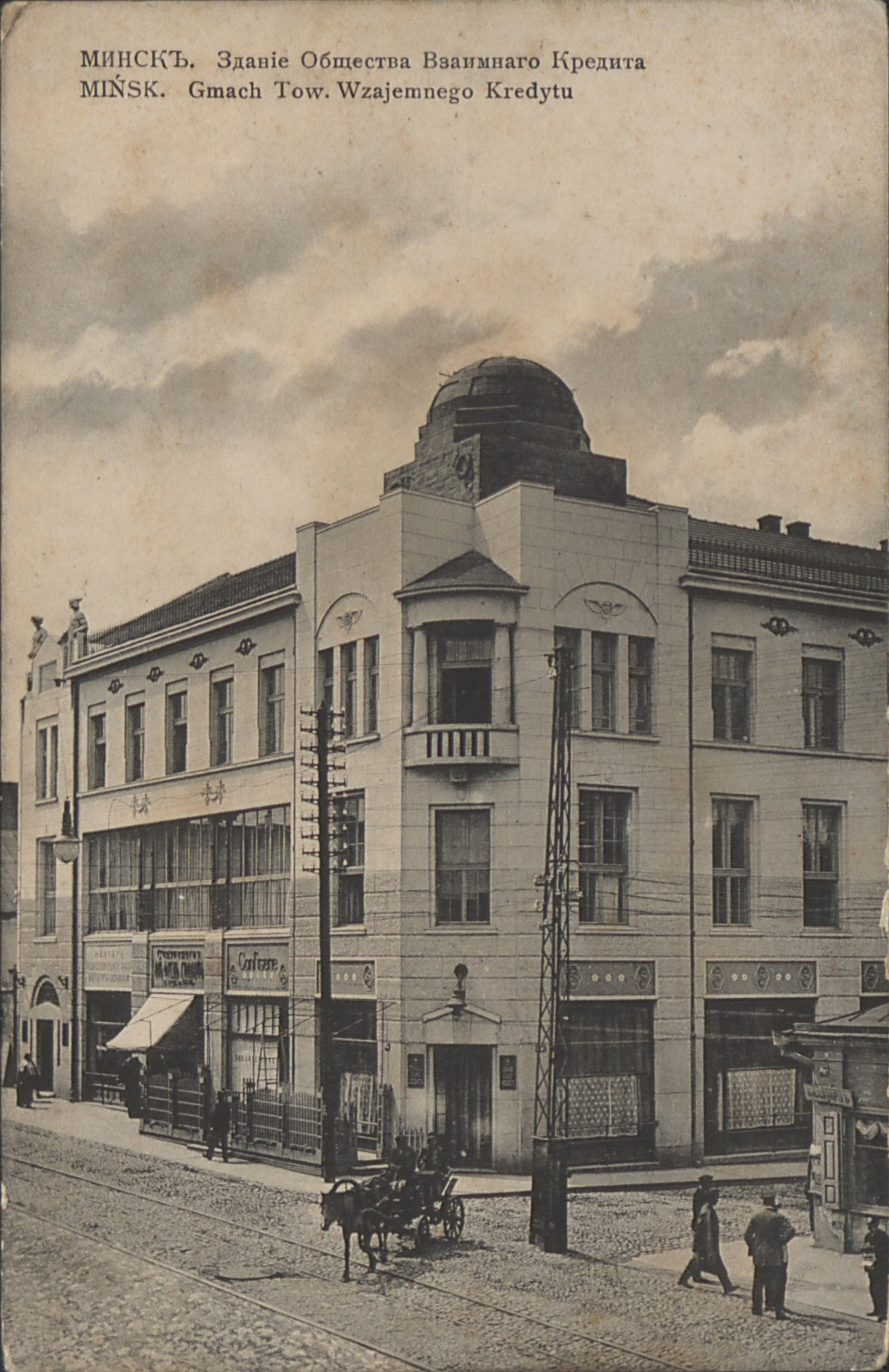
Польский банк на старой открытке

Родился в Минске в 1876 году в дворянской семье. Имел сестру Ядвигу (1885—1938).
Закончил землемерное училище в 1892, Императорскую академию художеств в 1910. Получив диплом, молодой зодчий в том же году вернулся в Минск. В 1921—1927 гг. — заведующий проектным отделом Комитета государственных строений при СНК БССР. В 1929—1937 преподавал в Минским архитектурно-строительным техникуме.
Член Союза архитекторов СССР с 1934 года.
Арестован 5 мая 1937 года по адресу ул. К. Маркса, д. 40, кв. 16. Во внутренней тюрьме НКВД покончил жизнь самоубийством, вскрыв себе вены. Реабилитирован военной прокуратурой 22 августа 1957 года. Личное дело Гайдукевича № 11251-с сохраняется в архиве КГБ Беларуси.

## Творчество

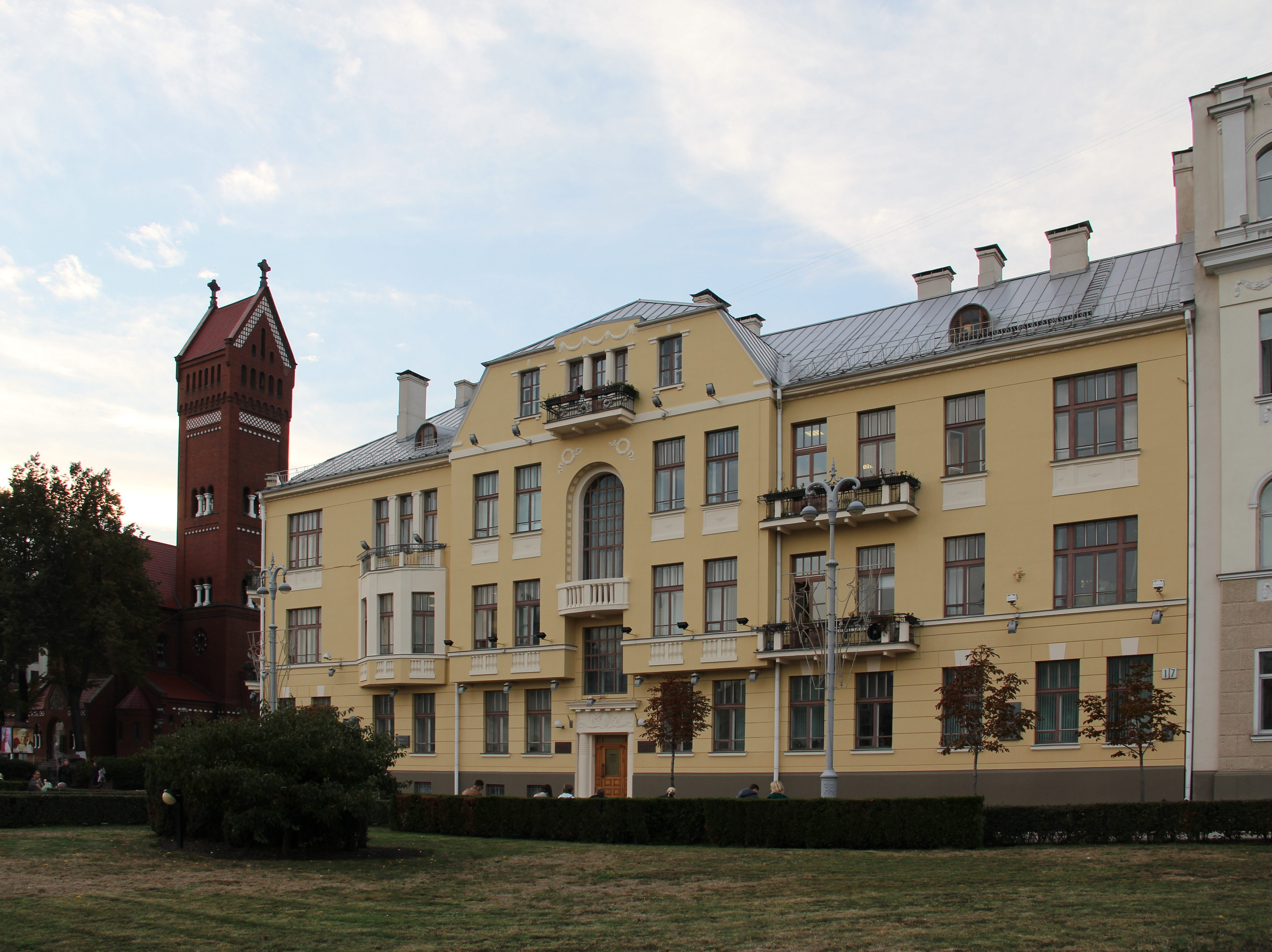
Доходный дом по ул. Советской, 17

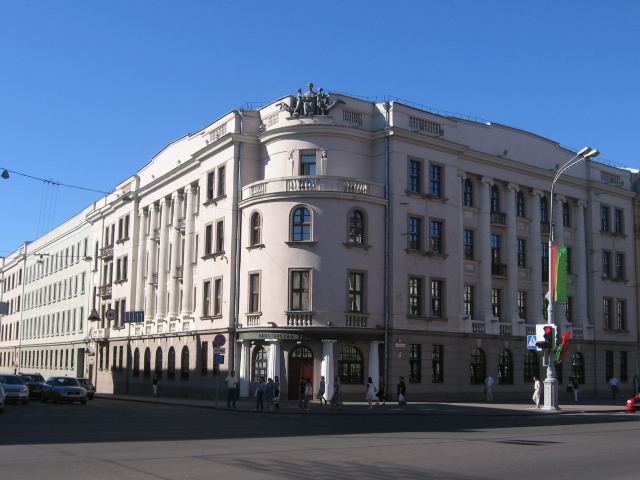
Дом Минского общество взаимного сельскохозяйственного страхования

С. Гайдукевич строил жилые доходные дома по ул. Захарьевской (ул. Советская, 17, 1912 г.), Подгорной (ул. К. Маркса, 1913 г.), дом Кастровицкой в Васильевском переулке (район нынешней пл. Независимости, 1914 — уничтоженный в 1964 г.). В 1917—1927 гг. занимался восстановлением разрушенных зданий. Построил Польский банк; совместно с архитектором Г. Гаем — Дом Минского товарищества взаимного сельскохозяйственного страхования, где сейчас размещается МВД Беларуси. В 1929 году совместно с архитектором Радевичем реализовал ещё один важный проект — Центральный дом крестьянина на углу улиц К. Маркса и Красноармейской (уничтожен во время Великой Отечественной войны). Участвовал с А. А. Денисовым в 1930 году в разработке проекта (главный вход, основные павильоны) Первой белорусской сельскохозяйственной и промышленной выставки. В начале 1930-х спроектировал многоквартирный жилой дом по улице Московская, 16. Доходный дом Амбрапольского по улице Советской, 17 в стиле неоклассицизм с элементами модерна.
В авторским коллективе разработал проект санатория «Беларусь» в Сочи (1935).
В творчестве прослеживается стремление к возрождению белорусских архитектурных традиций и создания городской ансамблевой застройки. Как представитель неоклассицизма сознательно добивался гротесковой выразительности зданий путём модернизации форм и деталей архитектурными классики.